# Jocurile Olimpice de iarnă din 2018
Jocurile Olimpice de iarnă din 2018 (coreeană 제23회 동계 올림픽), cunoscute oficial sub numele de a XXIII-a ediție a Jocurilor Olimpice de iarnă sau mai comun sub numele de PyeongChang 2018, au fost ediția cu numărul douăzeci și trei a Jocurilor Olimpice de iarnă, un eveniment multi-sportiv internațional major, ce a avut loc în perioada 9 - 25 februarie 2018 la Pyeongchang, în Coreea de Sud. A fost prima ediție organizată pe teritoriul Asiei continentale.
Pyeongchang a fost ales ca oraș-gazdă pe data de 6 iulie 2011 în cadrul a celei de-a 123-a întruniri a CIO din Durban, Africa de Sud, celelalte două candidate pentru găzduirea acestei ediții fiind Annecy (Franța) și München (Germania). Pyeonchang a câștigat cea de-a treia candidatură consecutivă, eșuând în trecut în fața orașelor Vancouver (Canada) și Soci (Rusia).
A fost prima ediție a Jocurilor Olimpice de iarnă și a doua a Jocurilor Olimpice organizate în Coreea de Sud; Jocurile Olimpice de vară din 1988 au avut loc în Seul. Pyeonchang a fost, de asemenea, al treilea oraș asiatic care a organizat Jocurile de iarnă, după Sapporo în 1972 și Nagano în 1998. Au fost primele Jocuri Olimpice de iarnă organizate într-un oraș-stațiune din 1992 încoace.
Jocurile au fost marcate atât de scandalul dopajului instituționalizat din Rusia, soldat cu interdicția țării de a participa la întreceri, un număr de sportivi ruși concurând sub steagul olimpic cât și de defilarea Coreei de Nord alături de Coreea de Sud la ceremonia de deschidere și de participarea Coreei unificate în competiția de hochei pe gheață feminin, totul în ciuda unei situații tensionate în regiune.

## Alegerea orașului-gazdă
Pyeongchang s-a înscris în cursa pentru organizarea Jocurilor Olimpice de iarnă din 2010 și 2014. Deși a obținut cele mai multe voturi în prima rundă de vot, Pyeonchang a pierdut în runda finală obținând doar trei, respectiv patru voturi. A câștigat, în cele din urmă, organizarea Jocurilor din 2018, din prima rundă de vot. Orașul a primit 63 din cele 95 de voturi, având majoritatea necesară pentru a fi ales oraș-gazdă.
Orașul München s-a înscris de asemenea în cursa pentru organizarea acestor Jocuri. Înainte ca Beijing să câștige organizarea Jocurilor Olimpice de iarnă din 2022, München ar fi devenit, în cazul în care ar fi câștigat, primul oraș care să organizeze atât Jocurile de Vară cât și cele de Iarnă, dar a primit doar 25 de voturi. Orașul a organizat Jocurile Olimpice de vară din 1972. Și orașul Annecy a candidat dar a eșuat în a câștiga susținerea cetățenilor orașului. Candidatura a primit în cele din urmă doar șapte voturi.
48 de voturi erau necesare pentru câștigarea selecției.
| Pyeongchang | Coreea de Sud | 63 |
| München     | Germania      | 25 |
| Annecy      | Franța        | 7  |

## Dezvoltarea și pregătirile

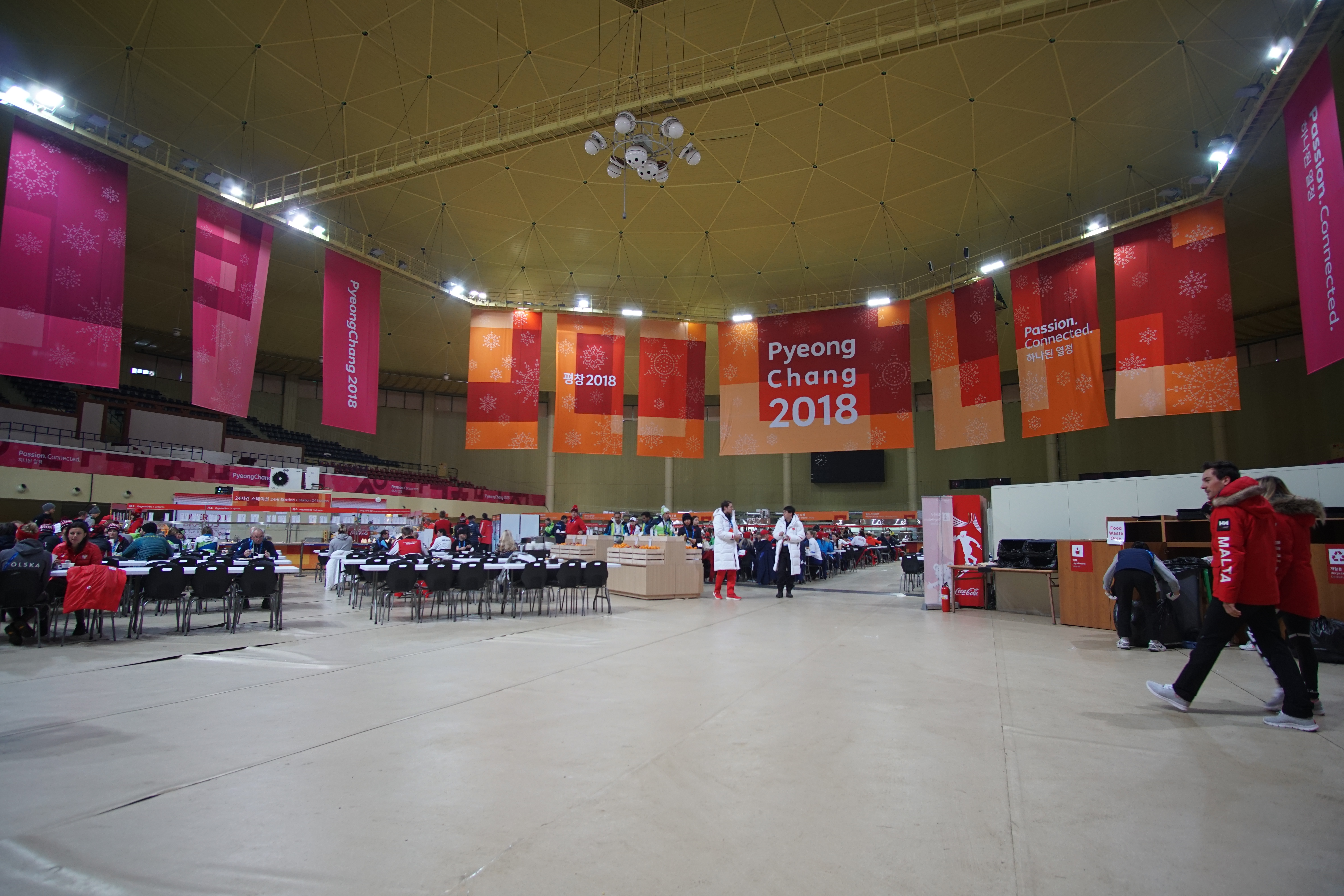
Cantină în cadrul Satului Olimpic

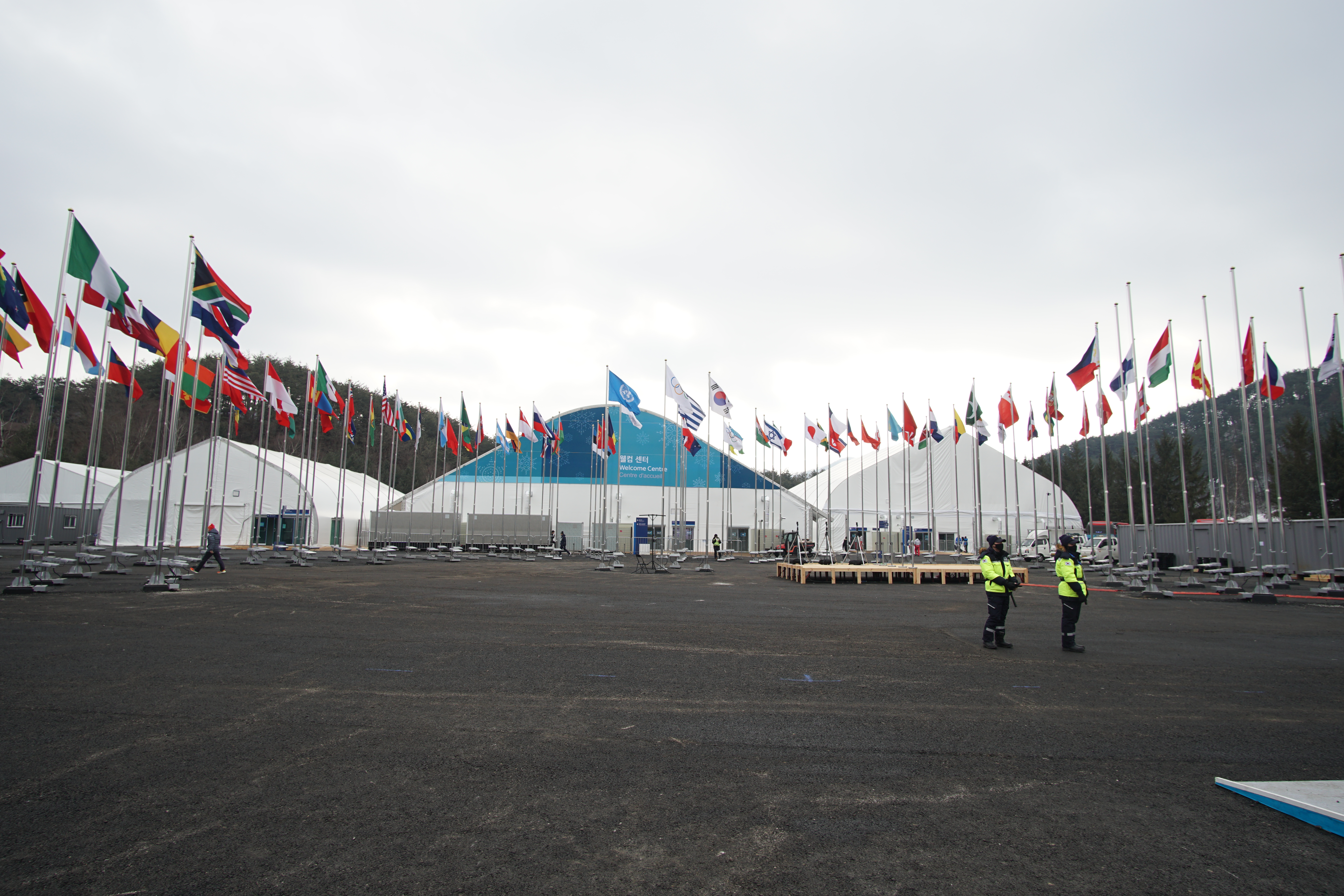
Centrul de întâmpinare

### Organizarea
Pentru crearea infrastructurii necesare acestei ediții a Jocurilor, autoritățile sud-coreene au alocat peste 2,3 miliarde de euro (2,8 trilioane de woni). Fondurile alocate au permis construirea a șase centre competiționale, a satului olimpic, centrului de presă dar și a unei linii de tren de mare viteză care să lege Aeroportul Internațional Incheon de PyeongChang (în jur de 160 km). Mobilitatea participanților a fost un aspect important pentru organizatori, aceștia propunându-și ca accesul la arenele sportive să se facă în cel mult 30 de minute, fiind „cea mai compactă structură din istoria Jocurilor Olimpice”. Au fost operate 8 spații de parcare cu o capacitate totală de aproximativ 10580 de locuri, fiind puse în funcțiune inclusiv 580 de autobuze. Partenerul olimpic Omega, compania care se ocupă de cronometrarea întrecerilor olimpice, a trimis 300 de observatori și peste 230 de tone de echipament la fața locului. De asemenea, Coreea de Sud a utilizat roboți pentru întărirea securității arenelor și instalațiilor sportive care au găzduit competițiile. Opțiunile au variat de la roboți antitero până la mici roboți pentru supraveghere.

### Biletele
Prețurile biletelor pentru Jocurile Olimpice de iarnă din 2018 au fost anunțate în luna aprilie 2016. În total au fost puse în vânzare 1,8 milioane de bilete de intrare, 30 la sută dintre ele fiind destinate vânzării în afara Coreei de Sud. Cele mai ieftine bilete pentru competițiile individuale au costat aproximativ 17 dolari, însă cele mai scumpe locuri la ceremonia de deschidere au ajuns și până la 1.300 dolari. Pentru probele cu cea mai mare audiență, precum patinajul artistic, hochei pe gheață sau patinaj viteză, biletele au pornit de la prețul de 131 dolari. Prețurile pentru sporturi cum ar fi biatlon și sanie, care rămăseseră relativ necunoscute în țara asiatică, au fost ieftine, în încercarea de a se asigura stadioane pline. Biletele au fost puse în vânzare cu un an înaintea începerii Jocurilor.

## Simboluri

### Sigla și motoul
Sigla a fost lansată pe data de 3 mai 2013 în cadrul unei gale organizată simultan în Pyeongchang și Seul, capitala țării.  În aceasta se regăsesc literele din alfabetul hangul ㅍ p și ㅊ ch, sunetele de început ale silabelor cuvântului 평창 Pyeongchang. Primul simbol reprezintă în filozofia coreeană triada dintre rai, pământ și umanitate, iar al doilea simbolizează zăpada și gheața, dar și performanțele „stelare” ale sportivilor. În toate elementele de marketing, cuvântul Pyeongchang a fost stilizat în Camel case pentru a evita confuzia cu Pyongyang, capitala cu un nume asemănător a Coreei de Nord.
Lansarea sloganului Passion. Connected. (română Pasiune. Conectați.) a coincis cu marcarea a 1000 de zile până la debutul Jocurilor. Primul cuvânt îi conferă orașului Pyeongchang statutul de „scenă” a unui festival global unde oamenii experimentează spiritul olimpic în timp ce se bucură de ospitalitatea coreeană. Al doilea cuvânt semnifică deschiderea Jocurilor pentru fiecare generație, de oriunde ar fi aceasta, prin intermediul celor mai noi tehnologii și a convergenței culturale a Coreei.

### Mascotele
Mascotele Jocurilor au fost prezentate în premieră pe 2 iunie 2016. Mascota olimpică, Soohorang, reprezintă un tigru alb. Numele este o combinație dintre cuvintele „Sooho” ce înseamnă „protecție” în limba coreeană și „Rang”, un derivat din cuvântul coreean pentru „tigru” dar și dintr-un cântec tradițional din provincia Gangwon-do. Tigrul este un animal drag culturii coreene.

### Medaliile

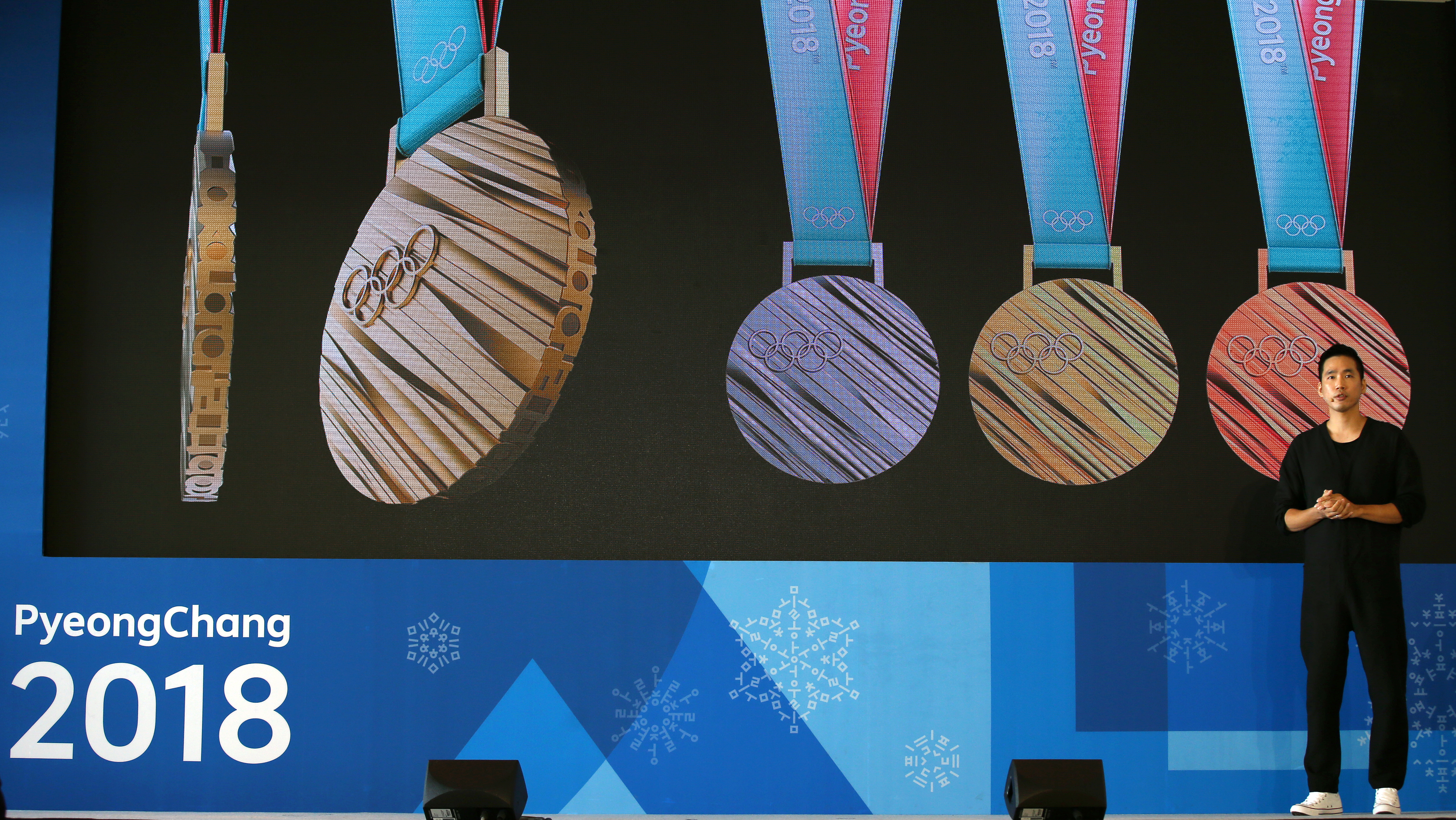
Prezentarea medaliilor

Medaliile au fost dezvăluite în cadrul unei ceremonii desfășurate la Seul pe 21 septembrie 2017. Creatorul designului este sud-coreeanul Lee Suk-woo. Medaliile sunt inspirate de tradițiile și cultura coreene, iar designul seamănă cu textura unui trunchi de copac. Pe o parte sunt afișate cercurile olimpice iar pe cealaltă sigla Jocurilor din 2018 și evenimentul sportiv. Pe partea laterală sunt înscrisuri în alfabetul hangul. Greutatea medaliilor variază între 493 de grame la cele de bronz și 586 la cele de aur.

### Torța olimpică

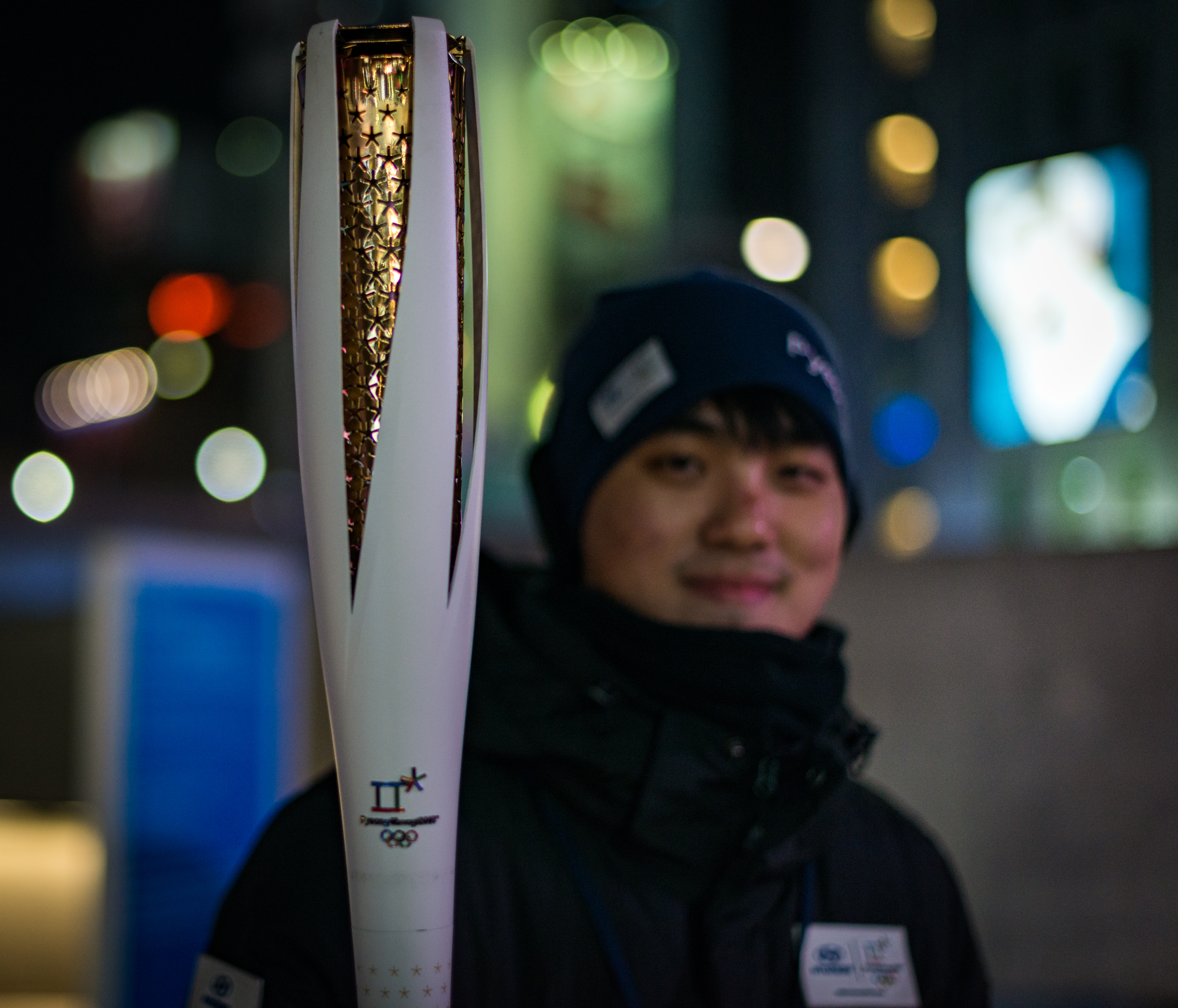
Torța olimpică la Seul

Flacăra olimpică a fost aprinsă pe 24 octombrie 2017 în situl antic grec al Olympiei. Din cauza vremii nefavorabile, flacăra nu a putut fi aprinsă prin metoda tradițională, a razelor solare. În consecință, s-a apelat la o „flacără de rezervă”, aprinsă în cadrul repetițiilor, lucru ce nu s-a mai întâmplat de la Jocurile din 2000 încoace.
Flacăra olimpică a sosit pe 1 noiembrie în Coreea de Sud, cu 100 de zile înaintea ceremoniei de deschidere a Jocurilor. Aproximativ 7.500 de persoane au fost selecționate pentru a purta flacăra olimpică pe traseul de 2.018 km care a traversat Coreea de Sud. Torța a trecut prin 17 orașe și provincii și a strălucit în locurile cele mai importante din punct de vedere cultural ale Coreei de Sud.
În arena olimpică de la Pyeongchang, flacăra olimpică a fost aprinsă de multipla medaliată olimpică, patinatoarea sud-coreeană Kim Yu-Na.

## Jocurile

### Țări participante
Un număr record de 92 de țări au reușit să califice cel puțin un sportiv la Jocuri, depășind astfel recordul setat la precedenta ediție (88 de CON). Printre țările care au debutat la JO din 2018 se numără: Ecuador, Eritreea, Kosovo, Malaezia și Singapore. Sportivi din alte trei țări – Insulele Cayman, Dominica și Peru – s-au calificat la aceste Jocuri, dar CON au refuzat locurile acordate de către Federația Internațională de Schi (FIS).
În urma unui acord istoric facilitat de către CIO, sportivii din Coreea de Nord calificați la Jocuri au putut trece prin zona demilitarizată coreeană pentru a putea concura în cadrul probelor sportive. În timpul ceremoniei de deschidere, delegațiile celor două țări au defilat împreună sub steagul Drapelul unificării coreene. O echipă unificată a Coreei a concurat, sub codul COR, în cadrul turneului feminin de hochei pe gheață, fiind formată din 12 membri din Coreea de Nord și 23 din Coreea de Sud. De asemenea, cele două țări au participat și separat: Coreea de Sud la toate disciplinele, iar echipa din Nord la patinaj artistic, patinaj viteză pe pistă scurtă, schi alpin și schi fond.
Rusia a fost suspendată de la JO în urma scandalului de dopaj instituționalizat. Totuși, sportivii care au putut demonstra că au respectat regulamentele în vigoare ale CIO privind politica anti-doping au concurat sub steag olimpic, sub denumirea de „Sportivi Olimpici din Rusia”.

Țările participante la Jocurile Olimpice de iarnă din 2018:
Țări debutante la Jocurile Olimpice de iarnă
Țări participante, neaflate la prima participare

     Țări debutante la Jocurile Olimpice de iarnă
     Țări participante, neaflate la prima participare
| Comitetele Olimpice Naționale (CON) care au participat la Jocurile Olimpice de iarnă din 2018 | Comitetele Olimpice Naționale (CON) care au participat la Jocurile Olimpice de iarnă din 2018 |
| --- | --- |
| - Africa de Sud (1) - Albania (2) - Andorra (5) - Argentina (7) - Armenia (3) - Australia (50) - Austria (105) - Azerbaidjan (1) - Belarus (33) - Belgia (22) - Bolivia (2) - Bosnia și Herțegovina (4) - Brazilia (9) - Bulgaria (21) - Canada (225) - Cehia (93) - Chile (7) - China (80) - Cipru (1) - Columbia (4) - Coreea (35) - Coreea de Nord (10) - Coreea de Sud (122) (gazdă) - Croația (19) - Danemarca (17) - Ecuador (1) - Elveția (166) - Eritreea (1) - Estonia (22) - Filipine (2) - Finlanda (100) - Franța (106) - Georgia (4) - Germania (153) - Ghana (1) - Grecia (4) - Hong Kong (1) - India (2) - Insulele Bermude (1) - Iran (4) - Irlanda (5) - Islanda (5) - Israel (10) - Italia (120) - Jamaica (3) - Japonia (124) - Kazahstan (46) - Kârgâzstan (2) - Kenya (1) - Kosovo (1) - Letonia (34) - Liban (3) - Liechtenstein (3) - Lituania (9) - Luxemburg (1) - Macedonia (3) - Madagascar (1) - Malaezia (2) - Malta (1) - Marea Britanie (58) - Mexic (4) - Monaco (4) - Mongolia (2) - Muntenegru (3) - Maroc (2) - Nigeria (3) - Norvegia (109) - Noua Zeelandă (21) - Olanda (33) - Pakistan (2) - Polonia (62) - Portugalia (2) - Puerto Rico (1) - Republica Moldova (2) - România (27) - San Marino (1) - Serbia (4) - Singapore (1) - Slovacia (56) - Slovenia (71) - Spania (13) - Sportivi olimpici din Rusia (168) - Statele Unite ale Americii (241) - Suedia (116) - Taipeiul Chinez (4) - Thailanda (4) - Timorul de Est (1) - Togo (1) - Tonga (1) - Turcia (8) - Ucraina (33) - Ungaria (19) - Uzbekistan (2) | |
| CON care au participat în 2014, dar nu și în 2018 | CON care au participat în 2018, dar nu și în 2014 |
| - Dominica - Insulele Cayman - Insulele Virgine Americane - Insulele Virgine Britanice - Nepal - Paraguay - Peru - Rusia - Tadjikistan - Venezuela - Zimbabwe | - Africa de Sud - Bolivia - Columbia - Coreea - Coreea de Nord - Ecuador - Eritreea - Ghana - Kenya - Kosovo - Madagascar - Malaezia - Nigeria - Puerto Rico - Singapore - Sportivi olimpici din Rusia |

### Calendar
Tabelul de mai jos prezintă probele și zilele în care sunt înmânate medalii (culoarea galbenă), probele eliminatorii (culoarea albastră) și ceremonia de deschidere (culoarea verde) și cea de închidere (culoarea roșie) a Jocurilor Olimpice. Datele sunt în conformitate cu Ora Coreei de Sud (UTC+09:00).
| CD | Ceremonia de deschidere | ● | Eveniment competițional | 1 | Eveniment final | GD | Gală demonstrativă | CÎ | Ceremonia de închidere |

| Februarie                      | Februarie                      | 8 Jo | 9 Vi | 10 Sâ | 11 Du | 12 Lu | 13 Ma | 14 Mi | 15 Jo | 16 Vi | 17 Sâ | 18 Du | 19 Lu | 20 Ma | 21 Mi | 22 Jo | 23 Vi | 24 Sâ | 25 Du | Probe |
| ------------------------------ | ------------------------------ | ---- | ---- | ----- | ----- | ----- | ----- | ----- | ----- | ----- | ----- | ----- | ----- | ----- | ----- | ----- | ----- | ----- | ----- | ----- |
| Ceremonii                      | Ceremonii                      |      | CD   |       |       |       |       |       |       |       |       |       |       |       |       |       |       |       | CÎ    |       |
| Biatlon                        | Biatlon                        |      |      | 1     | 1     | 2     |       |       | 2     |       | 1     | 1     |       | 1     |       | 1     | 1     |       |       | 11    |
| Bob                            | Bob                            |      |      |       |       |       |       |       |       |       |       | ●     | 1     | ●     | 1     |       |       | ●     | 1     | 3     |
| Combinata nordică              | Combinata nordică              |      |      |       |       |       |       | 1     |       |       |       |       |       | 1     |       | 1     |       |       |       | 3     |
| Curling                        | Curling                        | ●    | ●    | ●     | ●     | ●     | 1     | ●     | ●     | ●     | ●     | ●     | ●     | ●     | ●     | ●     | ●     | 1     | 1     | 3     |
| Hochei pe gheață               | Hochei pe gheață               |      |      | ●     | ●     | ●     | ●     | ●     | ●     | ●     | ●     | ●     | ●     | ●     | ●     | 1     | ●     | ●     | 1     | 2     |
| Patinaj artistic               | Patinaj artistic               |      | ●    |       | ●     | 1     |       | ●     | 1     | ●     | 1     |       | ●     | 1     | ●     |       | 1     |       | GD    | 5     |
| Patinaj viteză                 | Patinaj viteză                 |      |      | 1     | 1     | 1     | 1     | 1     | 1     | 1     |       | 1     | 1     |       | 2     |       | 1     | 2     |       | 14    |
| Patinaj viteză pe pistă scurtă | Patinaj viteză pe pistă scurtă |      |      | 1     |       |       | 1     |       |       |       | 2     |       |       | 1     |       | 3     |       |       |       | 8     |
| Sanie                          | Sanie                          |      |      | ●     | 1     | ●     | 1     | 1     | 1     |       |       |       |       |       |       |       |       |       |       | 4     |
| Sărituri cu schiurile          | Sărituri cu schiurile          | ●    |      | 1     |       | 1     |       |       |       | ●     | 1     |       | 1     |       |       |       |       |       |       | 4     |
| Schi acrobatic                 | Schi acrobatic                 |      | ●    |       | 1     | 1     |       |       | ●     | 1     | 1     | 2     | ●     | 1     | 1     | 1     | 1     |       |       | 10    |
| Schi alpin                     | Schi alpin                     |      |      |       |       |       | 1     |       | 2     | 2     | 1     | 1     |       |       | 1     | 2     |       | 1     |       | 11    |
| Schi fond                      | Schi fond                      |      |      | 1     | 1     |       | 2     |       | 1     | 1     | 1     | 1     |       |       | 2     |       |       | 1     | 1     | 12    |
| Scheleton                      | Scheleton                      |      |      |       |       |       |       |       | ●     | 1     | 1     |       |       |       |       |       |       |       |       | 2     |
| Snow-board                     | Snow-board                     |      |      | ●     | 1     | 1     | 1     | 1     | 1     | 1     |       |       | ●     |       | ●     | 1     |       | 3     |       | 10    |
| Total probe                    | Total probe                    | 0    | 0    | 5     | 6     | 7     | 8     | 4     | 9     | 7     | 9     | 6     | 3     | 5     | 7     | 10    | 4     | 8     | 4     | 102   |
| TOTAL                          | TOTAL                          | 0    | 0    | 5     | 11    | 18    | 26    | 30    | 39    | 46    | 55    | 61    | 64    | 69    | 76    | 86    | 90    | 98    | 102   | 102   |
| Februarie                      | Februarie                      | 8 Jo | 9 Vi | 10 Sâ | 11 Du | 12 Lu | 13 Ma | 14 Mi | 15 Jo | 16 Vi | 17 Sâ | 18 Du | 19 Lu | 20 Ma | 21 Mi | 22 Jo | 23 Vi | 24 Sâ | 25 Du | Probe |

### Sporturi
La JO au fost incluse 102 evenimente sportive la 15 discipline din 7 sporturi: patinaj (patinaj artistic, patinaj viteză și patinaj viteză pe pistă scurtă), schi (schi alpin, schi fond, schi acrobatic, combinata nordică, sărituri cu schiurile și snowboard), bob (bob și scheleton), biatlon, curling, hochei pe gheață și sanie.
- Biatlon (11)
- Bob (3)
- Combinata nordică (3)
- Curling (3)
- Hochei pe gheață (2)
- Patinaj artistic (5)
- Patinaj viteză (14)
- Patinaj viteză pe pistă scurtă (8)
- Sanie (4)
- Sărituri cu schiurile (4)
- Schi acrobatic (10)
- Schi alpin (11)
- Schi fond (12)
- Scheleton (2)
- Snow-board (10)

### Clasament pe medalii
Legendă
      Țara gazdă
| Loc   | CON                               | Aur | Argint | Bronz | Total |
| ----- | --------------------------------- | --- | ------ | ----- | ----- |
| 1     | Norvegia (NOR)                    | 14  | 14     | 11    | 39    |
| 2     | Germania (GER)                    | 14  | 10     | 7     | 31    |
| 3     | Canada (CAN)                      | 11  | 8      | 10    | 29    |
| 4     | Statele Unite ale Americii (USA)  | 9   | 8      | 6     | 23    |
| 5     | Olanda (NED)                      | 8   | 6      | 6     | 20    |
| 6     | Suedia (SWE)                      | 7   | 6      | 1     | 14    |
| 7     | Coreea de Sud (KOR)               | 5   | 8      | 4     | 17    |
| 8     | Elveția (SUI)                     | 5   | 6      | 4     | 15    |
| 9     | Franța (FRA)                      | 5   | 4      | 6     | 15    |
| 10    | Austria (AUT)                     | 5   | 3      | 6     | 14    |
| 11    | Japonia (JPN)                     | 4   | 5      | 4     | 13    |
| 12    | Italia (ITA)                      | 3   | 2      | 5     | 10    |
| 13    | Sportivi olimpici din Rusia (OAR) | 2   | 6      | 9     | 17    |
| 14    | Cehia (CZE)                       | 2   | 2      | 3     | 7     |
| 15    | Belarus (BLR)                     | 2   | 1      | 0     | 3     |
| 16    | China (CHN)                       | 1   | 6      | 2     | 9     |
| 17    | Slovacia (SVK)                    | 1   | 2      | 0     | 3     |
| 18    | Finlanda (FIN)                    | 1   | 1      | 4     | 6     |
| 19    | Marea Britanie (GBR)              | 1   | 0      | 4     | 5     |
| 20    | Polonia (POL)                     | 1   | 0      | 1     | 2     |
| 21    | Ungaria (HUN)                     | 1   | 0      | 0     | 1     |
| 21    | Ucraina (UKR)                     | 1   | 0      | 0     | 1     |
| 23    | Australia (AUS)                   | 0   | 2      | 1     | 3     |
| 24    | Slovenia (SLO)                    | 0   | 1      | 1     | 2     |
| 25    | Belgia (BEL)                      | 0   | 1      | 0     | 1     |
| 26    | Spania (ESP)                      | 0   | 0      | 2     | 2     |
| 26    | Noua Zeelandă (NZL)               | 0   | 0      | 2     | 2     |
| 28    | Kazahstan (KAZ)                   | 0   | 0      | 1     | 1     |
| 28    | Letonia (LAT)                     | 0   | 0      | 1     | 1     |
| 28    | Liechtenstein (LIE)               | 0   | 0      | 1     | 1     |
| Total | Total                             | 103 | 102    | 102   | 307   |